# Tomasz Sabel Domaniewski
Tomasz Sabel Domaniewski herbu Lubicz – podczaszy piotrkowski w latach 1783–1793, podstoli szadkowski w latach 1768–1783, cześnik szadkowski w latach 1765–1768, konsyliarz powiatu szadkowskiego w konfederacji radomskiej w 1767 roku.
W 1792 roku został kawalerem Orderu Świętego Stanisława.